# 레샤 우크라인카

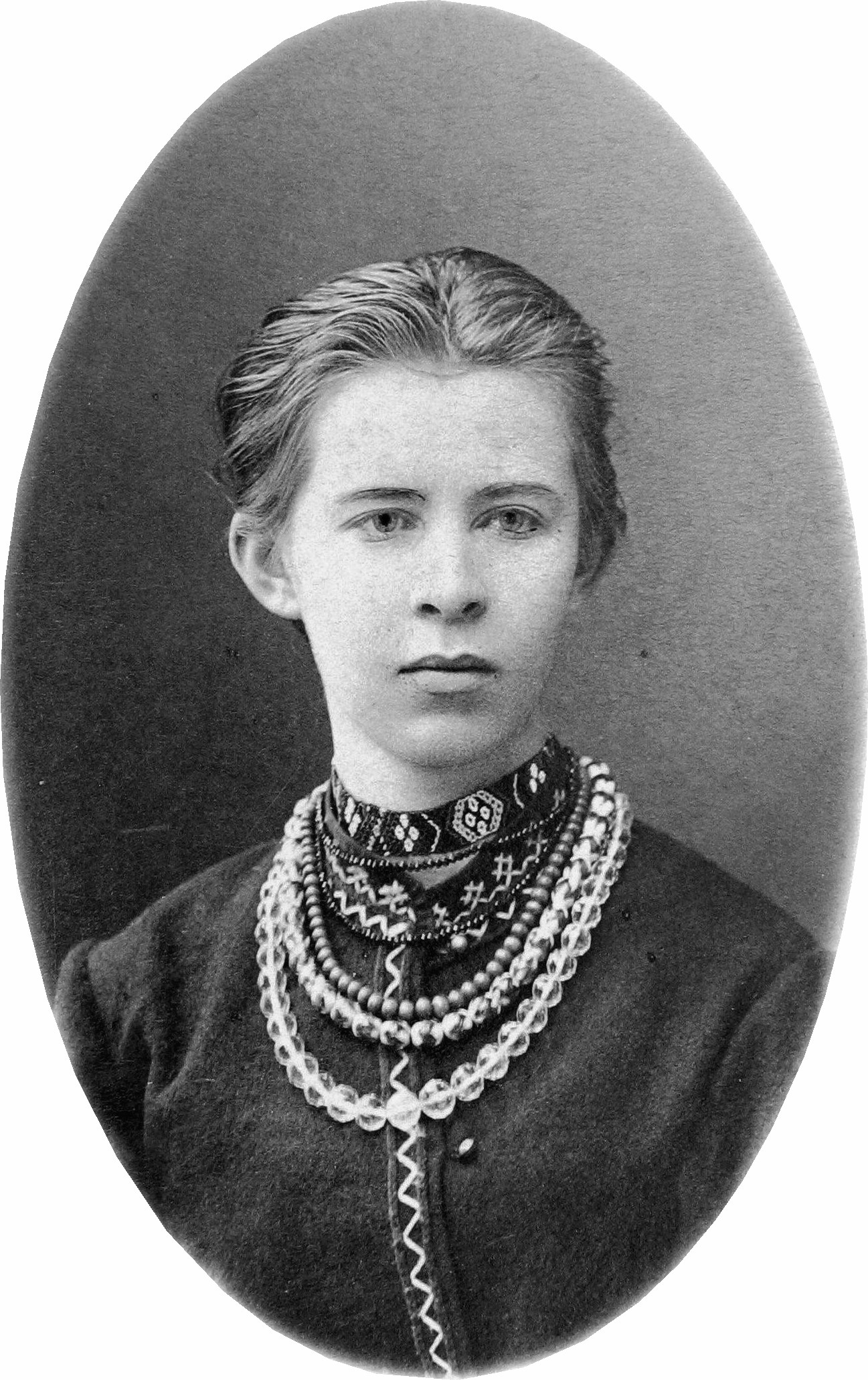
레샤 우크라인카

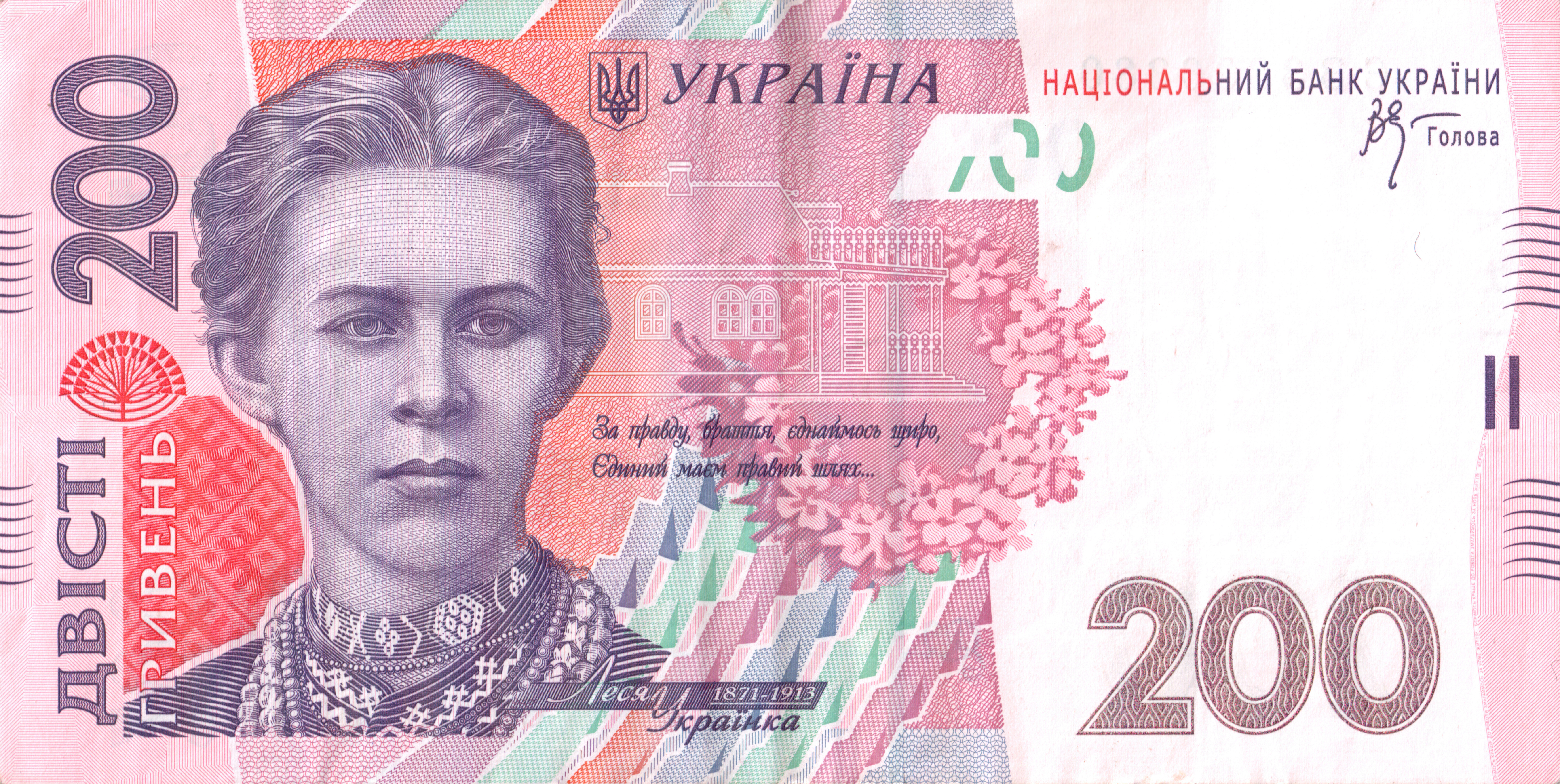
우크라이나 200 흐리우냐 지폐에 그려진 레샤 우크라인카의 초상화

레샤 우크라인카(우크라이나어: Леся Українка, 본명: 라리사 페트리우나 코사치크빗카(Лариса Петрівна Косач-Квітка), 1871년 2월 25일 러시아 제국(현재의 우크라이나) 즈뱌헬 ~ 1913년 8월 1일 러시아 제국(현재의 조지아) 수라미(Surami))는 우크라이나의 시인, 작가, 극작가이다.
그녀의 작품에서 드러나는 신낭만주의적 모더니즘은 에스힐이나 소포클래스의 작품들에 영향을 받았다. 그녀는 드라마라는 장르가 지식인의 고민과 같은 현실적 문제를 다루어야 한다고 생각했다. 그녀의 서정시가 긍정적인 평가를 받았던 것과는 달리, 당시 우크라이나의 민족적 고통을 반영하지 못하고 우크라인카가 인간 보편적인 실존적 문제를 다뤘다는 점에서 당대 비평가들에게는 좋은 평가를 받지 못했다.

## 생애
1871년에 작가인 올하 페트리우나 코사치(Ольга Петрівна Косач, 필명: 올레나 프칠카(Олена Пчілка))의 딸로 태어났다. 우크라이나어 외에 영어, 독일어, 프랑스어, 이탈리아어, 그리스어, 라틴어, 폴란드어, 러시아어, 불가리아어를 이해할 줄 알았으며 8세 때에 첫 시를 발표했다. 우크라인카는 어린 시절부터 그리스와 성경의 신화적 인물들과 신화적 요소들에 관심이 많았다.
1879년에는 그의 가족들이 루츠크로 이주했다.
1884년에 오스트리아-헝가리의 지배를 받고 있던 르비우에서 발행된 문학 잡지에 〈은방울꽃〉이라는 제목의 시를 게재하면서 문학계에 등단했다. 그의 초기 시는 타라스 셰우첸코, 이반 프란코의 영향을 받았으며 시인의 외로움, 사회적 소외감, 우크라이나 민족의 자유에 대한 동경이 담겨 있다. 질병 치료를 위해 건조한 기후를 띠는 곳으로 여행을 떠났으며 독일, 오스트리아, 이탈리아, 불가리아, 크림반도, 캅카스, 이집트를 여행했다.
러시아 제국의 차르 전제 정치 체제에 반대했던 우크라이나의 마르크스주의 단체에서 활동했으며 1902년에는 《공산당 선언》을 우크라이나어로 번역했다. 1907년에는 러시아 경찰에 체포되었고 석방된 뒤에도 러시아 경찰의 감시를 계속 받았다. 1913년에 휴양지였던 조지아의 수라미에서 질병으로 사망했다. 주요 작품으로는 시집 《노래의 날개에서》(1893년), 《생각과 꿈》(1899년), 《메아리》(1902년), 서사시 《고전 동화》(1893년), 《한 단어》(1903년), 희곡 《공주》(1913년), 《카산드라》(1903년 ~ 1907년), 《카타콤에서》(1905년), 《숲의 노래》(1912년), 《귀부인》(1914년) 등이 있다.

## 참고 문헌
- 조혜경 (2004년 6월). “우크라이나 모더니즘의 새로운 지평”. 《러시아어문학연구논집》 (한국러시아문학회) (16): 199-229.